# Batken
Batken (kirg. Баткен) – miasto w południowo-zachodnim Kirgistanie. Jest stolicą obwodu batkeńskiego.